# Latorcai Csaba
Latorcai Csaba János (Budapest, 1976. szeptember 11. –) magyar jogász, bölcsész, teológus, politikus. 2018-től 2022-ig az Emberi Erőforrások Minisztériumának közigazgatási államtitkára, 2022 májusától 2023. december 31-ig a Területfejlesztési Miniszter parlamenti államtitkára, miniszterhelyettese, 2024. január 1-től a Közigazgatási és Területfejlesztési Minisztérium parlamenti államtitkára és miniszterhelyettese.

## Tanulmányok
A Pázmány Péter Katolikus Egyetemen 2000-ben hittanári, majd teológus végzettséget, 2006-ban az Eötvös Lóránd Tudományegyetemen levéltáros, 2007-ben a Károli Gáspár Református Egyetemen jogász diplomát, 2006-ban pedig a Pázmány Péter Katolikus Egyetemen PhD-fokozatot szerzett vallástudomány témában.

## Politikai és civil pálya
1998-ban a Miniszterelnöki Hivatalban szerzetesrendi tanácsadóként kezdett el dolgozni, ezt követően a Nemzeti Kulturális Örökség Minisztériumában vallásügyi referens, majd a Miniszterelnöki Hivatalban osztályvezető 2003-ig.
2004-től 2005-ig a Continental Temic Hungary Kft. autóipari cégnél, szervezeti fejlesztési vezető, majd külső kommunikáció és egyéb projektek vezetője.
2006-tól 2010-ig az Országgyűlés Hivatala szakértőként alkalmazta. 2010-2014 között a Közigazgatási és Igazságügyi Minisztérium majd az Emberi Erőforrások Minisztériuma Nemzetiségi és civil társadalmi kapcsolatokért felelős helyettes államtitkáraként dolgozott. 2017-ig a Miniszterelnökség Kiemelt társadalmi ügyekért felelős helyettes államtitkára, majd 2018-ig a Társadalmi és örökségvédelmi ügyekért, valamint kiemelt kulturális beruházásokért felelős helyettes államtitkára volt.
2018-tól 2022-ig az Emberi Erőforrások Minisztériumának közigazgatási államtitkára.
2022 májusától 2023. december 31-ig a Miniszterelnökség parlamenti államtitkára, a Területfejlesztési Miniszter hivatalának miniszterhelyettese.
2024. január 1-től az újonnan megalakult Közigazgatási és Területfejlesztési Minisztérium parlamenti államtitkára és miniszterhelyettese.
2022 szeptemberétől a Kereszténydemokrata Néppárt ügyvezető főtitkára, majd ügyvezető alelnöke.

## Oktatói tevékenység
2020–2021 között a Szent István Egyetemen, majd 2021-től későbbi jogutódja, a Magyar Agrár- és Élettudományi Egyetemen tanított főiskolai tanárként. 
2011–2016 között a Gál Ferenc Egyetemen főiskolai docensként, jelenleg (2024) főiskolai tanárként végez oktatói tevékenységet. 
2016–2020 között az Eszterházy Károly Egyetemen szintén főiskolai tanárként tanított.

## Magánélet
Nős, öt gyermeke és egy unokája van. Édesapja, Latorcai János kereszténydemokrata politikus.

## Forrás
- https://kdnp.hu/parlamenti-frakcio/latorcai-csaba